# Symetrická relace
V matematice se binární relace R na množině X nazývá symetrická, pokud pro každé a a b z X platí, že pokud a je v relaci s b, je i b v relaci s a.
Formálně zapsáno:
{\displaystyle \forall a,b\in X,\ aRb\Rightarrow \;bRa}
Například „být narozen ve stejný rok“ je symetrická relace, ale „je menší než“ není symetrická.
Kromě pojmu symetrická relace existuje i pojem antisymetrická relace, který má dvě podoby, slabou antisymetrii a silnou antisymetrii. V žádném případě se nejedná o prostý opak symetrických relací, například prázdná relace je zároveň symetrická, slabě antisymetrická i silně antisymetrická.
Symetrická relace, která je zároveň tranzitivní a reflexivní, se nazývá relace ekvivalence.